# Kurotschkin
Kurotschkin (russisch Курочкин) ist ein russischer männlicher Familienname.

## Namensträger
- Jewgeni Nikolajewitsch Kurotschkin (1940–2011), russischer Ornithologe und Paläontologe
- Pawel Alexejewitsch Kurotschkin (1900–1989), sowjetischer General
- Wassili Stepanowitsch Kurotschkin (1831–1875), russischer Übersetzer und Satiriker
- Wiktor Alexandrowitsch Kurotschkin (1923–1976), sowjetrussischer Schriftsteller